# San Francisco Film Critics Circle Awards 2009
Na 8. ročníku udílení cen San Francisco Film Critics Circle Awards byly předány ceny v těchto kategoriích dne 14. prosince 2009.

## Vítězové
Nejlepší film: Smrt čeká všude

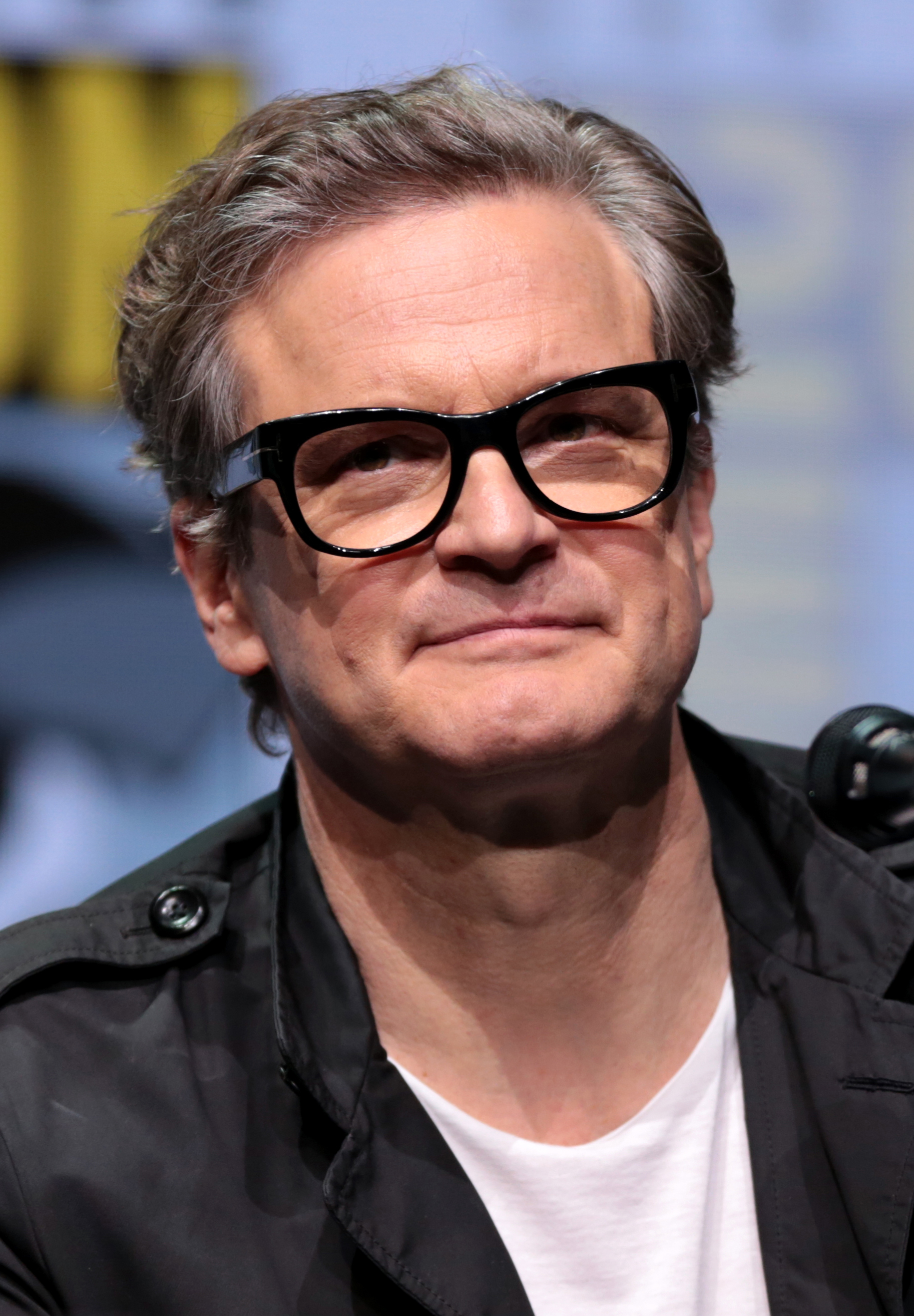
Colin Firth, vítěz v kategorii nejlepší mužský herecký výkon v hlavní

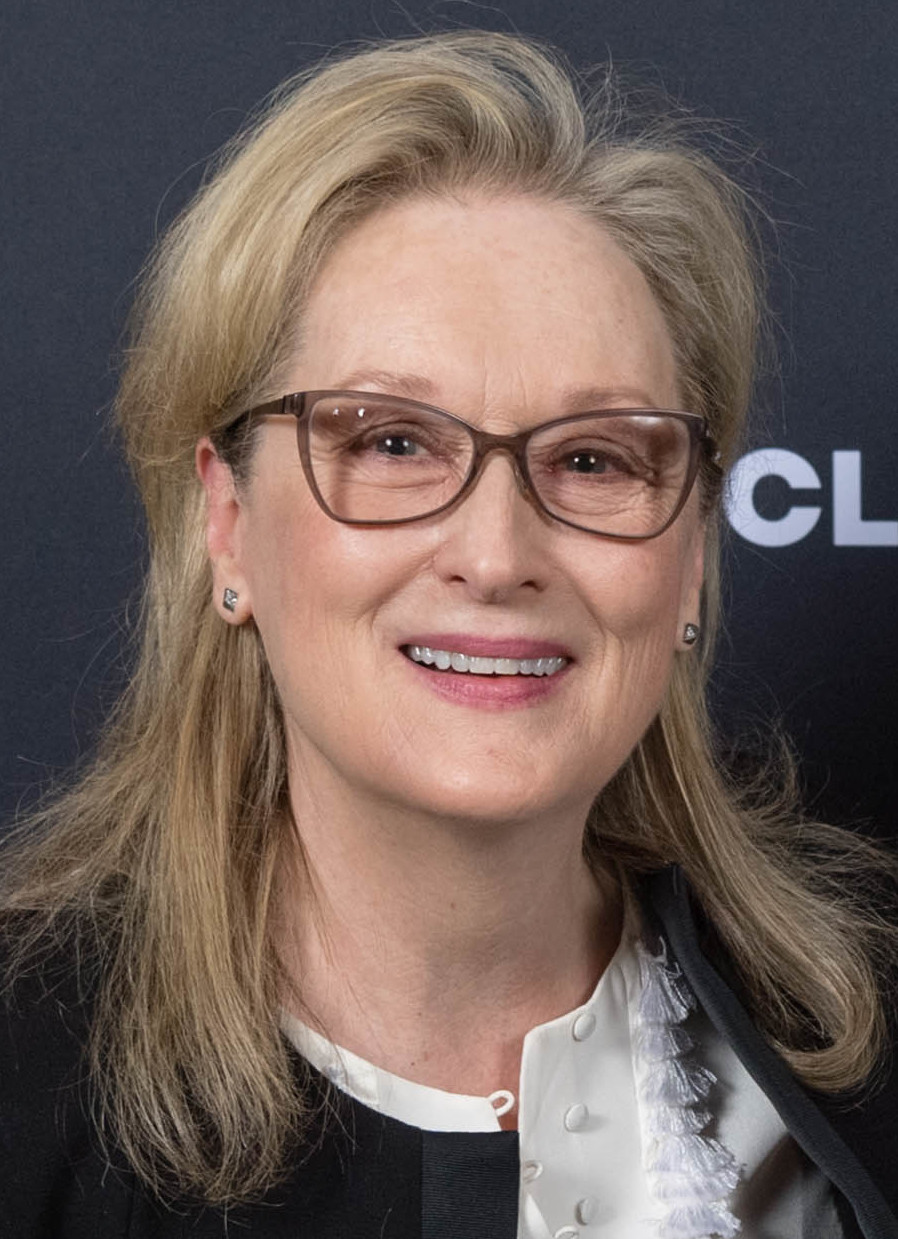
Meryl Streep, vítězka v kategorii nejlepší ženský herecký výkon v hlavní roli

Nejlepší režisér: Kathryn Bigelowová – Smrt čeká všude
Nejlepší původní scénář: Quentin Tarantino – Hanební pancharti
Nejlepší adaptovaný scénář: Wes Anderson – Fantastický pan Lišák
Nejlepší herec v hlavní roli: Colin Firth – Single Man
Nejlepší herečka v hlavní roli: Meryl Streepová – Julie a Julia
Nejlepší herec ve vedlejší roli: Christian McKay – Já a Orson Welles
Nejlepší herečka ve vedlejší roli: Mo'Nique – Precious
Nejlepší cizojazyčný film: Ty, který žiješ (Švédsko, Německo, Francie, Dánsko, Norsko, Japonsko)
Nejlepší dokument: Anvil! The Story of Anvil
Nejlepší kamera: Roger Deakins – Seriózní muž
Ocenění Marlon Riggs: Frazer Bradshaw a Barry Jenkins
Speciální ocenění: Sita zpívá blues
Vzpomínka: Rose Kaufman